# Agrilus transversesulcatus
Agrilus transversesulcatus é uma espécie de inseto do género Agrilus, família Buprestidae, ordem Coleoptera.
Foi descrita cientificamente por Reitter, 1890.